# George Santayana
George Santayana, ursprungligen Jorge Agustín Nicolás Ruiz de Santayana, född 16 december 1863 i Madrid, död 26 september 1952 i Rom, var en spansk-amerikansk filosof, skribent och skönlitterär författare.
Fastän Santayana under hela sitt liv förblev spansk medborgare växte han upp och studerade i USA, skrev huvudsakligen på engelska och betraktas i USA som en av de amerikanska intellektuella. Han är troligen mest känd för den ofta felciterade maximen: "Den som inte kan minnas sitt förflutna är dömd att upprepa det", från Reason in Common Sense, den första delen av hans verk The Life of Reason.
Han var professor vid Harvard University i filosofi 1889–1912, då han flyttade till Europa för att uteslutande ägna sig åt att skriva.

## Biografi
Jorge Agustín Nicolás Ruiz de Santayana tillbringade barndomen i Ávila, Spanien. Fadern var diplomat, konstnär och intellektuell. Modern var dotter till en spansk ämbetsman på Filippinerna. Jorge var det enda barnet i moderns andra äktenskap. Hon var änka efter George Sturgis, en handelsman från Boston, sedan maken avlidit 1857, och hade flyttat med sina tre barn från detta äktenskap till Madrid. Där återupptog hon kontakten med Agustin Santayana som hon hade lärt känna på Filippinerna, och hon gifte sig med honom 1862. Familjen var bosatt i Madrid och Ávila till 1869 då Jorges mor flyttade tillbaka till Boston med sina barn från första äktenskapet, och lämnade Jorges med hans far i Spanien. 1872 följde Jorges och fadern efter till Boston, men fadern trivdes inte där utan återvände ensam till Spanien där han levde resten av sitt liv. Hädanefter träffade inte Jorges sin far förrän han blev student vid Harvard, och under studentåren tillbringade han sommarloven i Spanien. Jorges föräldrar separerade sålunda när han var fem år. Någon gång under uppväxten anglifierade han sitt namn till George, den engelska formen av Jorge.
Han gick på Boston Latin School och Harvard University, där han blev William James och Josiah Royces student och med tiden deras kollega. Efter examen från Harvard 1886 studerade han i Berlin i två år, och återkom därefter till Harvard för att skriva sin avhandling om Rudolf Hermann Lotze och undervisa i filosofi. Under denna tid upplevde Harvardfilosofin en guldålder, vilken Santayana deltog i att grundlägga. Några av hans studenter blev framstående, såsom T.S. Eliot, Gertrude Stein, Wallace Stevens, Walter Lippmann, och Harry Austryn Wolfson. 
Ett arv från modern 1912 möjliggjorde att han kunde dra sig tillbaka från Harvard och leva resten av sitt liv i Europa. Efter några år i Frankrike och England, där han gästföreläste vid Sorbonne, Oxford, och Cambridge, började han från och med 1920 tillbringa vintrarna i Rom för att slutligen bo där året runt till sin död 1952. Han avböjde ett amerikanskt medborgarskap och levde sålunda i fascismens Italien. Under sina 40 år i Europa skrev han 19 böcker och avböjde flera prestigefyllda akademiska utnämningar. De flesta vännerna och kontakterna han hade var amerikaner, däribland hans värdefulla assistent Daniel Cory. Den åldrade Santayana var nöjd med sitt liv, delvis eftersom hans dramatiserade biografi The Last Puritan blev en storsäljare. Som gengäld finansierade han flera skribenter, däribland Bertrand Russell, med vilken han var fullständigt oenig i filosofiska och politiska frågor. Han gifte sig aldrig.
Standardbiografin över Santayana är skriven av John McCormick, George Santayana: A Biography (1987).

## Filosofi
Santayanas huvudverk i filosofi utgörs av The Sense of Beauty (1896, Uppfattningen av skönhet), hans första längre monografi och kanske det första större arbete i estetik i USA, The Life of Reason (5 band, 1905–1906, Förnuftets liv), höjdpunkten i hans Harvardkarriär, Scepticism and Animal Faith (1923, Skepticism och animalisk tro), och The Realms of Being (4 band, 1927–40, Varandets världar). Santayana må inte ha varit en pragmatist i samma mening som William James, Charles Peirce, Josiah Royce, eller John Dewey, men The Life of Reason är ändå ovedersägligen den första mera utförligare behandling av pragmatismen som någonsin skrivits.
I likhet med många klassiska pragmatister, och genom att han var så välbevandrad i evolutionsteori, inriktade sig Santayana på naturalistisk metafysik i vilken människans kognition, kulturella praktiker och sociala institutioner betraktas som utvecklade för att harmonisera med de villkor som föreligger i deras omgivning. Deras värden må sedan bedömas efter den grad de bidrager till människans lycka. Undertiteln till The Life of Reason, "the Phases of Human Progress" (Faserna av människans framåtskridande), anger denna metafysiska ståndpunkt.
Santayana blev tidigt anhängare till epifenomenalism, men vurmade också för den klassiska materialismen hos Demokritos och Lucretius (av de tre filosofer som han skrev om i Three Philosophical Poets är Lucretius den som han uttrycker mest beundran för). Han värderade Spinozas arbeten högt, dock utan att erkänna sig till dennes rationalism eller panteism. 
Fastän han var ateist, beskrev han sig som ”en katolik i estetisk bemärkelse”, och han tillbringade det sista årtiondet av sitt liv i ett nunnekonvent i Rom där klostersystrarna tog om hand om honom. Hans ateism hindrade honom inte från övertygelsen att människan har en ande: hans ontologi var indelat i fyra typer av varande: ande, ämne, essens och sanning. Han kunde därmed inte ställa upp på den traditionella materialismen när den uteslutande erkänner en yttre verklighet, eftersom detta skulle innebära att inget själv och inga andra medvetanden skulle existera. Han kallade sig dock materialist, med sin åsikt att medvetandet endast strävade efter att skapa mening och sammanhang: människans uppfattning av världen och dess väsen utgörs visserligen irrationella fiktioner, men samtidigt är handlingen att skapa mening en animalisk drift hos henne som alltid kommer att vinna över skepticismen, och ytterst syftar till att konstruera sin egen identitet. Likaså är skönhet endast reciprocitiv, i betraktarens öga ett objekt för lusten.

## Kulturella verk
Santayanas enda roman, The Last Puritan (Den siste puritanen), är en så kallad bildningsroman, och hans Persons and Places (Människor och platser) en självbiografi. Han skrev böcker och essäer inom flera ämnen, även mer populärvetenskaplig filosofi, litteraturkritik, i idéhistoria, om politik, människans natur, moral, den subtila påverkan som religionen utövat på kulturen och samhällsfilosofin, alla med ett stort mått av humor. Hans mera tekniska filosofi kan vara svårtillgänglig, men de andra verk som han har skrivit är mycket mera lättlästa, och alla böcker innehåller passager som kan lyftas ut och brukar citeras. Han skrev dikter och några dramer, och efterlämnade en omfattande korrespondens, av vilken mycket utgivits först efter 2000.
Många av hans värdeomdömen och fördomar sätter en nutida läsare i halsen, och under sin samtid betraktades han som en elitist och aristokratistisk, men med en sällsam blandning av konservatismen från Medelhavsländerna (liknande Paul Valery), den amerikanska kulturen, olympiskt onåbar upphöjelse, och liknöjd ironi. Russell Kirk behandlar Santayana i sitt verk The Conservative Mind from Edmund Burke to T. S. Eliot. Liksom Alexis de Tocqueville skrev han om den amerikanska kulturen och karaktären från en främlings synvinkel. Liksom hos Ralph Waldo Emerson yttrades hans filosofi på ett skönlitterärt sätt.

### Verk om Santayana (urval)
- H.T. Kirby-Smith, 1997. A Philosophical Novelist: George Santayana and the Last Puritan Southern Illinois University Press.
- McCormick, John, 1987. George Santayana: A Biography. Alfred A. Knopf.
- Jeffers, Thomas L., 2005. Apprenticeships: The Bildungsroman from Goethe to Santayana. New York: Palgrave: 159-84.
- Singer, Irving, 2000. George Santayana, Literary Philosopher. Yale University Press.